# Catedral de Nostra Senyora de Múnic

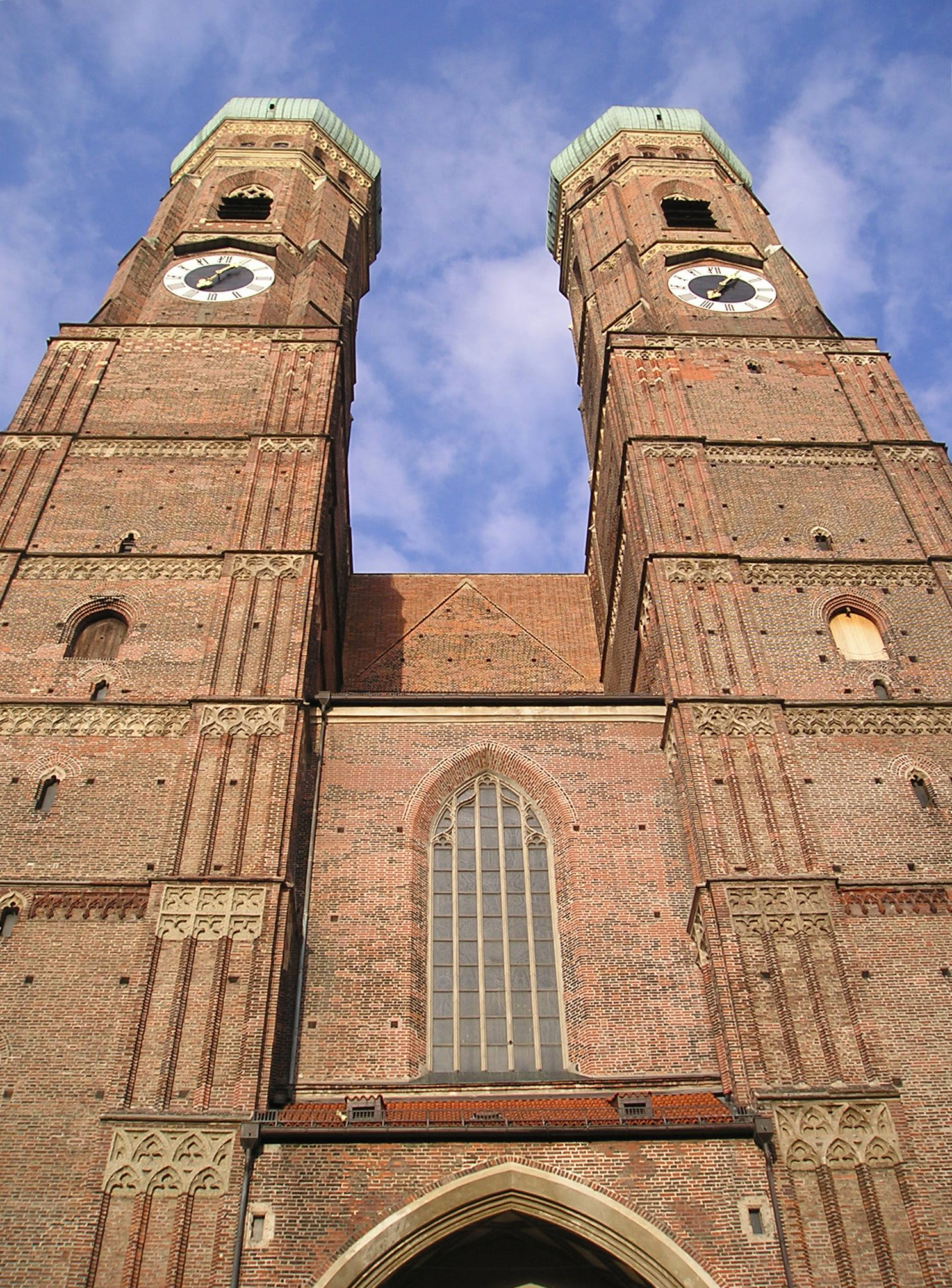
la Frauenkirche.

La Frauenkirche (el nom complet de la qual és Dom zu Unserer Lieben Frau, 'Catedral de Nostra Senyora' en alemany) és l'església catedral de Múnic, la capital bavaresa, a Alemanya. Situada al centre de la ciutat, a la Frauenplatz, 1, la catedral catòlica és una de les més importants atraccions turístiques de la ciutat.
Avui dia la catedral i el Nou Ajuntament dominen el centre de la ciutat i les seves torres poden ser vistes des de totes les direccions, gràcies a una ordre del consistori de Múnic que prohibeix qualsevol edificació de més de 99 m d'alçada. Hom pot visitar la torre sud de la catedral, la qual ofereix una vista panoràmica de la ciutat i dels Alps.

## Història
La catedral, que va substituir l'antiga església romànica construïda al segle xii, va ser encarregada per Segimon de Baviera i erigida per Jörg von Halsbach. L'edificació va començar el 1468 i les dues torres es van acabar el 1488. L'església va ser consagrada el 1494. No obstant això, les famoses cúpules de les torres no van ser construïdes fins al 1525. El seu disseny es va inspirar en la Cúpula de la Roca de Jerusalem, que al seu torn té influències de l'arquitectura romana d'Orient. La catedral va sofrir severs danys durant la Segona Guerra Mundial; el sostre va ser destruït i una de les torres va sofrir importants destrosses. La restauració més important de l'edifici es va dur a terme després de la guerra i ha estat acabada en diferents etapes, la darrera el 1994.

## Arquitectura
La Frauenkirche va ser construïda de maó vermell durant el Gòtic tardà en només 20 anys. L'edifici posseeix un estil molt recatat, sense l'ostentació dels típics ornaments gòtics.
L'estructura fa 109 metres de llarg i 40 metres d'ample. Les dues torres posseeixen una altura de 99 metres, i hi ha una diferència entre les dues de 12 cm. El disseny original preveia un acabament en agulles, de manera similar a la Catedral de Colònia, però mai van ser construïdes per la falta de diners. En lloc seu, durant el Renaixement s'hi van construir dues cúpules, que no continuen la línia estilísitca de la resta de l'edifici. Però precisament a causa d'això s'han convertit en un signe distintiu de l'església i per extensió de la ciutat.

## Interior

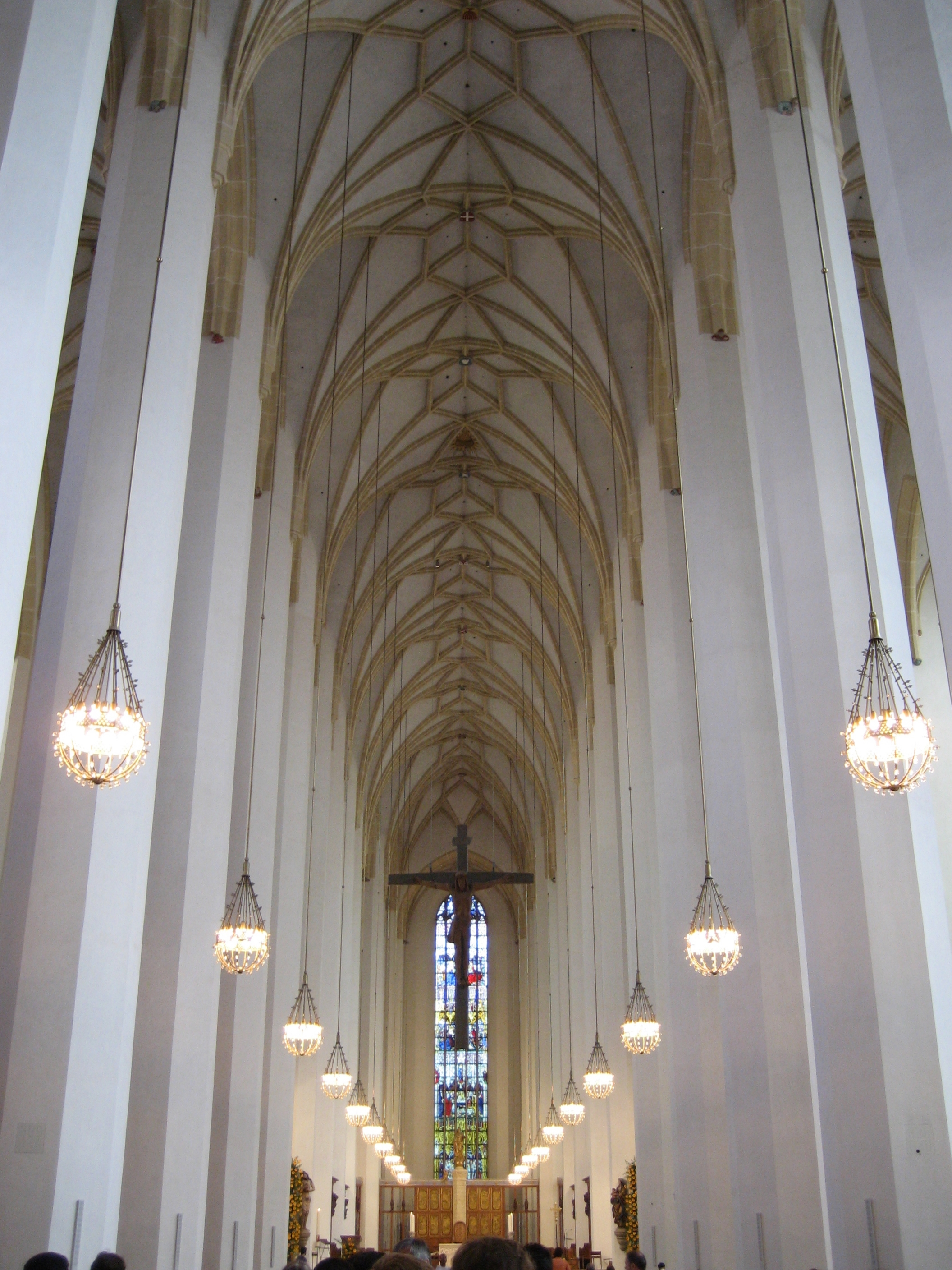
Munic: Frauenkirche (interior)

La catedral pot acollir 20.000 persones i s'hi duen a terme regularment misses catòlics. L'interior de la catedral, que és una de les més grans de l'Alemanya meridional, consisteix en tres naus amb la mateixa alçada de 31 m.
Una riquíssima col·lecció d'art dels segles xiv i xviii d'artistes tals com Erasmus Grasser, Jan Polack, Hans Krumpper i Ignaz Günther decora l'interior catedralici des de l'última restauració. La nau gòtica, algunes de les vidrieres que havien estat fetes per a l'església anterior i el mausoleu de Lluís IV del Sacre Imperi Romanogermànic són les majors joies de la seu de l'Arquebisbat de Múnic i Freising.
La major part de l'interior va ser destruït durant la Segona Guerra Mundial, i fins i tot les parts restaurades resulten relativament simples.

### Petjada del Diable

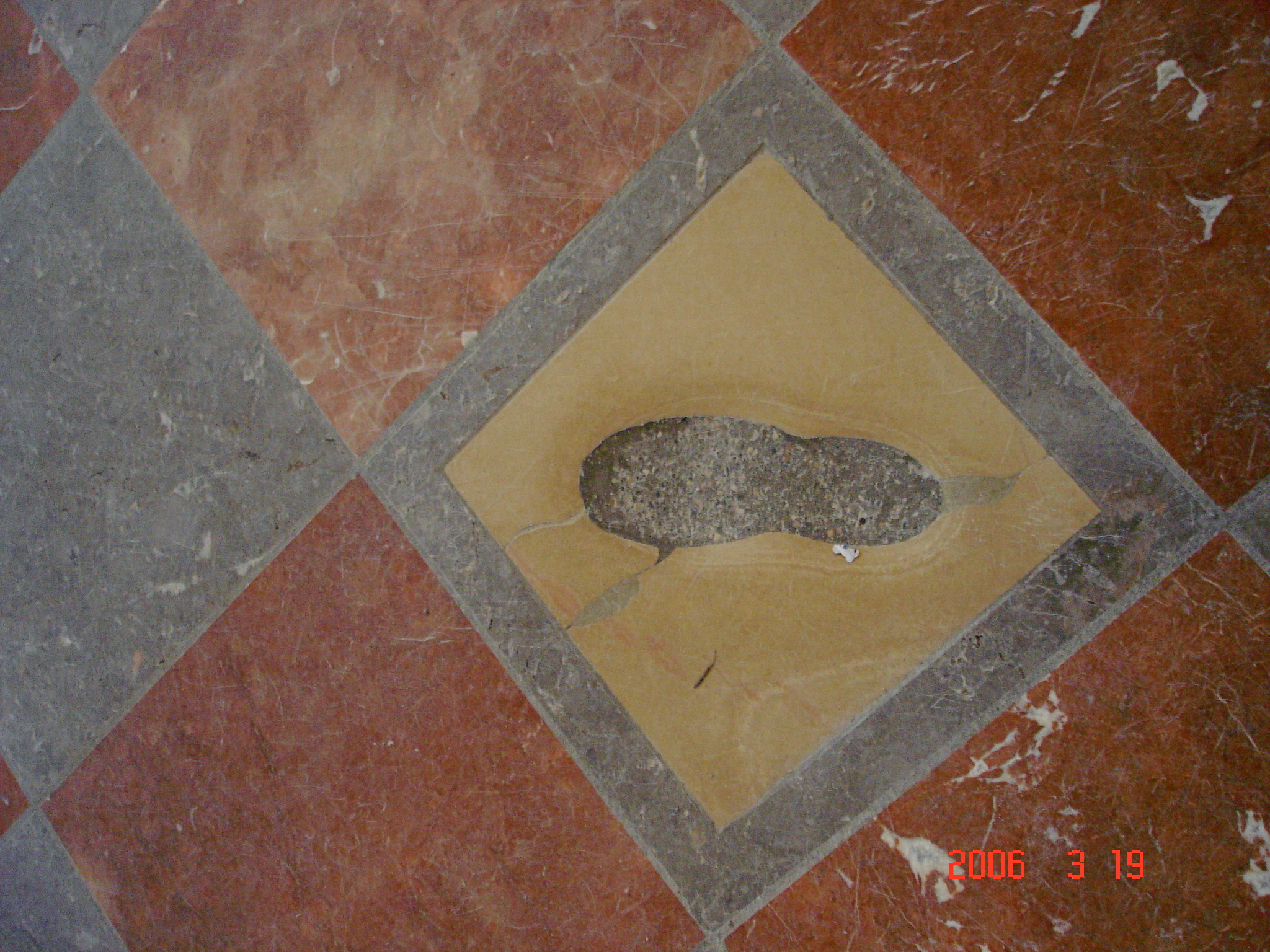
Petjada del Diable.

Malgrat els danys soferts encara es troba dins de la catedral la Teufelstritt, l'anomenada petjada del diable, a l'entrada del temple. És una empremta, que sembla una petjada. Segons la llegenda el diable la va deixar quan feia el tafaner, fent mofa de l'església sense finestres que Halsbach havia construït.
Segons una altra versió de la llegenda, el diable va fer un tracte amb el constructor perquè no hi hagués finestres a l'església.
Però el dimoni va ser enganyat per l'intel·ligent constructor, que va disposar les columnes de manera que no es veiés cap finestra des de cert lloc a l'entrada del temple. Quan el dimoni va descobrir que havia estat enganyat l'església ja havia estat consagrada. Però va deixar la trepitjada a l'entrada on va estar.

### Cripta
La cripta conté les tombes dels arquebisbes catòlics de Múnic i Frisinga i, entre d'altres, els següents membres de la dinastia Wittelsbach:

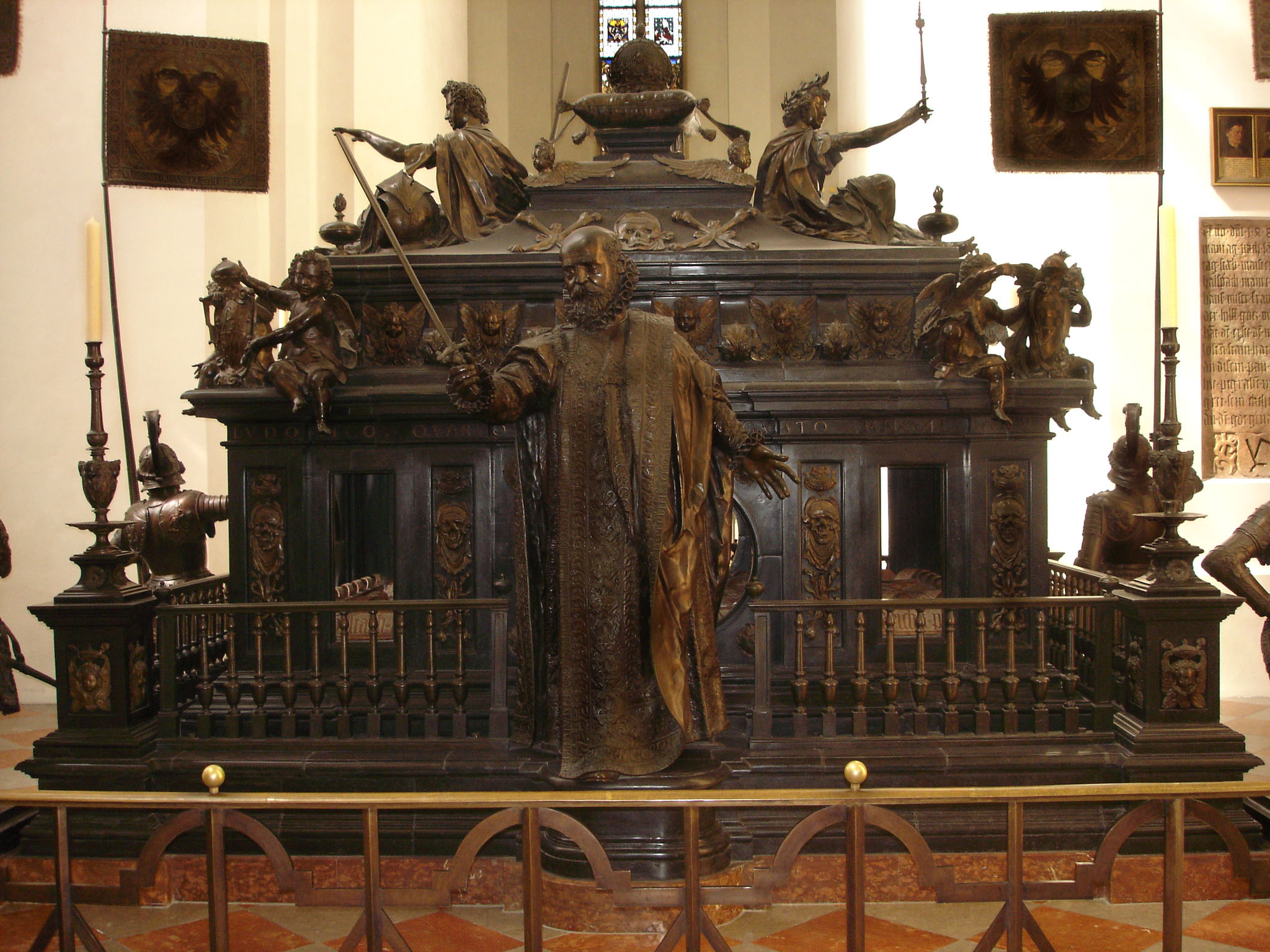
Mausoleu de l'Emperador Lluís IV de Baviera de Hans Krumpper.

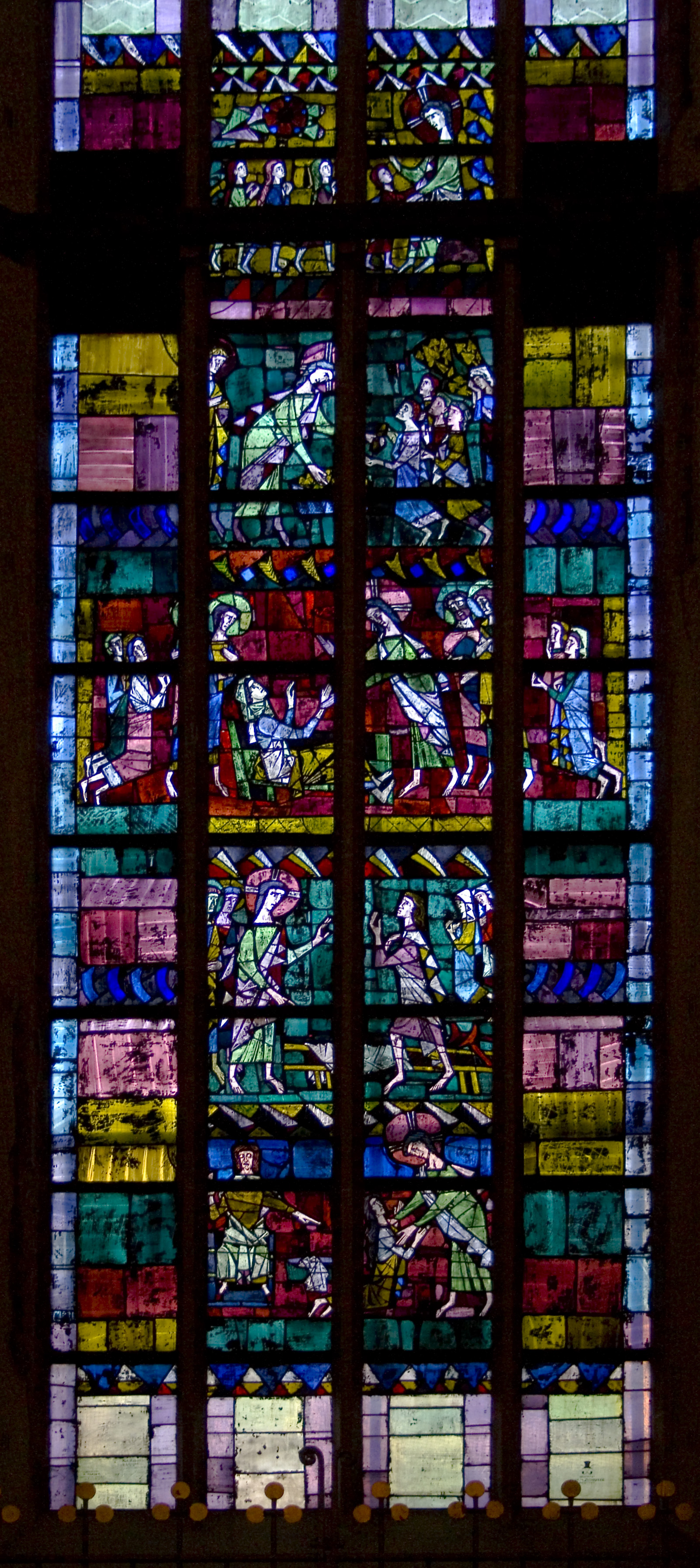
Detall d'una vidriera.

- Luis IV de Baviera Emperador del Sacre Imperi Romanogermànic
- Lluís V de Wittelsbach
- Esteve II de Wittelsbach
- Joan II de Wittelsbach
- Ernest de Baviera
- Guillem III de Wittelsbach
- Joan IV de Wittelsbach
- Albert IV de Wittelsbach
- Guillem IV de Baviera
- Albert V de Baviera
- Lluís III de Baviera